# Зруйнована людина
«Зруйнована людина» (англ. The Demolished Man) — науково-фантастичний роман американського письменника Альфреда Бестера. Роман був вперше опублікований трьома частинами, у січні, лютому та березні 1952 року в журналі Galaxy Science Fiction. Відзначений премією Г'юго як найкращий науково-фантастичний роман 1953 року, і вийшов окремою книжкою у твердій палітурці у тому ж році.
За сюжетом, житель майбутнього, Бен Річ, власник майже збанкрутілої фінансової компанії, вирішує вбити свого конкурента. Бен вибудовує складний план злочину, інакше йому загрожує таємниче покарання — «Руйнація». Поліцейський-телепат Лінкольн Пауел починає переслідування Бена. Він знає, що той винний, але крім відчуття поліціянт повинен мати ще й неспростовні докази.

## Сюжет
Дія роману відбувається в XXIV столітті, коли земляни вже колонізували всі планети Сонячної системи. В цьому світі є «Еспер-ліга» — профспілка людей, що володіють телепатичними здібностями, які звуть себе есперами. Еспери діляться на три касти — еспери третього ступеня можуть лише читати думки іншої людини. Еспери другого ступеня можуть проникнути у підсвідомість людини, а еспери першого ступеня можуть проникнути глибше за всіх — у саму душу.
Бен Річ — спадковий керівник великої фінансової компанії «Монарх» (він не є еспером), що перебуває на межі банкрутства. Йому сняться нічні жахіття, в яких йому мариться незнайомець без обличчя, і для Річа постає втіленням жаху. Джерело своїх кошмарів Річ пов'язує з запеклою конкурентною боротьбою, яку він веде з картелем Крея де Куртене. Бен пропонує де Куртене злиття їхніх компаній в одну. Але знервований Бен провалює свою промову і Де Куртене відмовляє йому. Тоді Річ, не бачачи іншого виходу з ситуації, вирішує вбити конкурента.
На заваді стає те, що його суперник еспер, а отже здатен прочитати навіть ті думки про вбивство, що лише тільки зароджуються в голові, і запобігти злочину. Бен Річ ретельно продумує вбивство, бо в разі викриття йому загрожує таємнича «Руйнація». За допомогою в цій справі він звертається до різних людей — до еспера першої категорії Дасу Тейту, милої дівчини-еспера Даффі Віг, Джеррі Креслю — еспера, що був вигнаний з союзу, та інших. Кожна із втягнених у цю схему осіб виконує для Річа свою частину задуму, не здогадуючись про його плани в цілому.
Річ поспішає здійснити свій план. Від Гаса Тейта він дізнається, що де Куртене незабаром прилетить на Землю і за звичкою зупиниться в маєтку Марії Бомон, який по суті є будинком розпусти. Річ підлаштовує так, що під час вечірки Марія Бомон вирішує зіграти в старовинну гру «сардинки». У той час поки, вимкнувши світло у всьому будинку, голі гості шукають одне одного, Бен з допомогою Гаса Тейта, вистежує де Куртене в маєтку. Річ приголомшує охорону і вривається в кімнату де Куртене. Там він бачить старого діда, який силкується щось сказати, але не може це зробити через хворобу горла. У цей момент в кімнату вбігає дівчина, дочка де Куртене. Вона намагається врятувати батька, але їй це не вдається — Річ вбиває його пістолетом на очах дівчини. Коли все скінчилося, вона, бувши в нестямі, забирає знаряддя вбивства і втікає з ним.
Річ розуміє, що вона головний свідок, якого необхідно знищити, і починає пошуки дівчини. До пошуків дівчини береться також і Лінкольн Пауел — поліцейський еспер першого рівня. Пауел, використовуючи свої логічні і телепатичні здібності, з перших же ж хвилин розслідування розуміє, хто є вбивцею. Але щоб притягнути Річа до відповідальності, Пауелу необхідно зібрати неспростовні докази його провини. Злочинець розуміє це і в нього виникає почуття азарту.
Дочка де Куртене стала німа внаслідок нервового потрясіння, проте лишається головним свідком. Річ хоче вбити її, але усвідомлює, що в такому разі сам себе викриє. Тож він тікає через усю Сонячну систему, ледве уникаючи таємничих замахів на своє життя. Пауелл поспішає навздогін і допитує всіх, з ким убивця мав справи. Кілька разів Пауелла намагаються вбити невідомі. Згодом Пауеллу вдається викрасти начальника комунікацій Хассопа, якого Річу не вдалося вбити, щоб замести сліди. На допиті Хассопа поліціянт дізнається, що перед смертю де Куртене погодився на злиття компаній. З цього слідує, що Річ невинний, адже суперник був потрібний йому живим аби засвідчити угоду. Хіба що мотивом вбивства було не отримання багатства.
Пауелл переконує знайомих есперів спрямувати їхні здібності на Річа, щоб створити для нього ілюзію, ніби Річ єдина істота у всесвіті, а все навколо — гра його уяви. Річ у своїх фантазіях, які розкривають його справжній задум, постає перед людиною без обличчя — де Куртене. Виявляється, Річ був рідним сином де Куртене, а замахи на себе вчиняв він сам унаслідок розшарування особистості, спричиненого підсвідомим відчуттям хто насправді його батько.
Річа заарештовують та засуджують до «Руйнації» — стирання спогадів і вищих шарів особистості, щоб він міг стати новою людиною.

## Персонажі
- Бен Річ — багатий і впливовий магнат, голова корпорації «Monarch» та особа без моралі.
- Крей де Куртене — голова торгового холдингу з однойменною назвою, старий і хворий на пухлину горла. Убитий Беном Річем.
- Лінкольн Пауел — префект поліції й еспер першого класу, відповідальний за розслідування вбивства Крея де Куртене.
- Барбара де Куртене — молода і красива дочка Крея де Куртене. Свідок вбивства батька, але перебуває в шоці, тому не може надати ніякої допомоги для розслідування.
- Марія Бомон — літня світська левиця, в будинку якої сталося вбивство.
- Гас Тейт — еспер першого класу, завербований Беном Річем, щоб надати допомогу у вбивстві суперника.
- Джеррі Черч — еспер другого класу, співпрацював з Беном Річем в його махінаціях, що суперечать закону. Через його зраду присязі телепата, він був ізгоєм в експерній спільноті.

## Стиль роману
Роман «Зруйнована людина» — це гострий фантастичний трилер з елементами детективу та одночасно психоаналітична драма. Ідеали автора гуманістичні й життєствердні, що в цілому характерно для фантастики 50-х-60-х років.
Стиль роману частково експериментальний, наприклад, у спробі Бестера зобразити переплетення думок телепатів, які спілкуються між собою, та будують складні «плетінки» зі слів і фраз. Сам дух роману частково є попередником стилю кіберпанку. У творі відчувається великий вплив психоаналізу